# Salmo 126

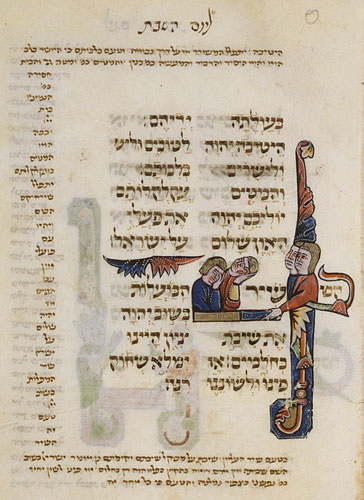
Salmo 126 en el Salterio de Parma

El Salmo 126 es el salmo 126 del Libro de los Salmos, que comienza en inglés en la versión de King James: «Cuando el Señor volvió a traer a los cautivos de Sion, éramos como los que sueñan». En latín, se conoce como In convertendo Dominus. Es uno de los quince Cánticos de Ascensión del Libro de los Salmos, cuyas primeras palabras en hebreo son «Shir HaMaalot» (שיר המעלות בשוב ה', un Cántico de Ascensión). En el sistema de numeración ligeramente diferente utilizado en la versión griega Septuaginta de la Biblia y en la latina Vulgata, este salmo es el Salmo 125.
Este salmo de seis versículos forma parte habitual de las liturgias judía, católica, luterana, anglicana y otras protestantes. Es bien conocido en el judaísmo como el salmo preliminar que se recita antes del Birkat Hamazón (bendición después de las comidas) en el Shabat y en las fiestas judías, y como tal se canta con una gran variedad de melodías. También ha inspirado himnos basados en él, y a menudo se ha puesto música, como Jean-Philippe Rameau y Jules Van Nuffel, que pusieron música al salmo en latín.
Se han seleccionado partes de este salmo, por ejemplo, «Los que siembran con lágrimas cosechan con alegría» se incluye en «Ein deutsches Requiem» de Johannes Brahms.

## Antecedentes y temas

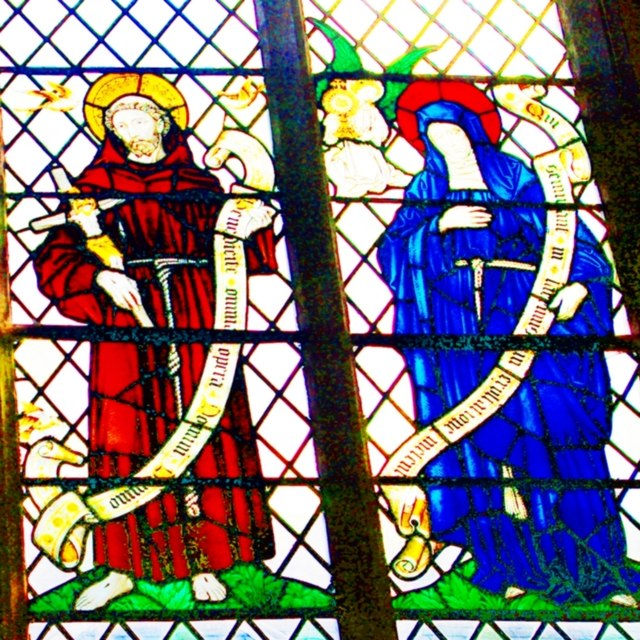
San Francisco y Santa Mónica en una vidriera en la Iglesia de Santa María la Pequeña, Cambridge, Inglaterra. La filacteria de Mónica contiene el versículo 5 del Salmo 126 en latín, ya que ella oró durante mucho tiempo por la conversión al cristianismo de su hijo Agustín.

El Salmo 126 expresa los temas de la redención, la alegría y la gratitud a Dios. Según Matthew Henry, es probable que se escribiera tras el regreso de los israelitas del cautiverio babilónico. En opinión de Henry, el salmo fue escrito por Esdras, que dirigía la nación en aquella época, o por uno de los Profetas en el judaísmo. La erudición judía empareja este salmo con el Salmo 137, ya que el Salmo 137 conmemora el comienzo del exilio babilónico y el Salmo 126 describe el final de ese exilio. Sin embargo, la estructura gramatical del salmo sugiere que habla tanto de una redención pasada (del cautiverio babilónico, en el versículo 1) como de una redención futura (el regreso permanente de los exiliados al final de los días, en el versículo 4). Alternativamente, los comentaristas judíos modernos sugieren que la segunda mitad del salmo se refiere a la redención de la tierra de Israel de la sequía agrícola.
El Talmud (Taanit 23a) menciona este salmo en el contexto de la famosa historia de Honi ha-M'agel, que durmió durante setenta años. Antes de quedarse dormido, Honi vio a un anciano plantando un algarrobo que no daría fruto durante setenta años. El Talmud comienza:
Rabí Yohanan dijo: 

Este hombre justo [Honi HaMa'agel] estuvo preocupado durante toda su vida por el significado del versículo de Salmos 126, «Cántico de los peregrinos, Cuando el Señor trajera de vuelta a los que regresaron a Sión, seremos como soñadores». Se preguntaba: ¿Es posible que un hombre viva lo suficiente como para soñar continuamente durante setenta años? [Como está escrito: «Porque el Señor dijo: Cuando pasen los setenta años de Babilonia, me acordaré de vosotros y cumpliré mi promesa de favor: traeros de vuelta a este lugar» (Jeremías 29:10).

Entonces Honi comió y se quedó dormido durante setenta años. Cuando despertó, vio al nieto del hombre recogiendo los frutos del algarrobo. Honi regresó a la sala de estudio y oyó a los eruditos discutir leyes que él mismo había explicado. Pero no creyeron que estuviera vivo y no le mostraron respeto.
Alexander Kirkpatrick señala una afinidad de este salmo con Salmo 85, que comienza: «Señor, has sido favorable a tu tierra».

## Texto
La siguiente tabla muestra el texto en hebreo del Salmo con vocales, junto con el texto en griego koiné de la Septuaginta y la traducción al español de la Biblia del Rey Jacobo. Tenga en cuenta que el significado puede diferir ligeramente entre estas versiones, ya que la Septuaginta y el texto masorético provienen de tradiciones textuales diferentes. En la Septuaginta, este salmo está numerado como Salmo 125.
| # | Hebreo                                                                | Español | Griego |
| - | --------------------------------------------------------------------- | --- | --- |
| 1 | שִׁ֗יר הַֽמַּ֫עֲל֥וֹת בְּשׁ֣וּב יְ֭הֹוָה אֶת־שִׁיבַ֣ת צִיּ֑וֹן הָ֝יִ֗ינוּ כְּחֹלְמִֽים׃                       | (Cánticos de Ascensión) Cuando el Señor volvió a liberar a Sión, éramos como los que sueñan.                                                             | ᾿ῼδὴ τῶν ἀναβαθμῶν. - ΕΝ Τῼ ἐπιστρέψαι Κύριον τὴν αἰχμαλωσίαν Σιὼν ἐγενήθημεν ὡσεὶ παρακεκλημένοι.                                     |
| 2 | אָ֤ז יִמָּלֵ֪א שְׂח֡וֹק פִּינוּ֮ וּלְשׁוֹנֵ֢נוּ רִ֫נָּ֥ה אָ֭ז יֹאמְר֣וּ בַגּוֹיִ֑ם הִגְדִּ֥יל יְ֝הֹוָ֗ה לַעֲשׂ֥וֹת עִם־אֵֽלֶּה׃ | Entonces se llenó nuestra boca de risas, y nuestra lengua de cánticos; entonces dijeron entre las naciones: «El Señor ha hecho grandes cosas por ellos». | τότε ἐπλήσθη χαρᾶς τὸ στόμα ἡμῶν καὶ ἡ γλῶσσα ἡμῶν ἀγαλλιάσεως. τότε ἐροῦσιν ἐν τοῖς ἔθνεσιν· ἐμεγάλυνε Κύριος τοῦ ποιῆσαι μετ᾿ αὐτῶν. |
| 3 | הִגְדִּ֣יל יְ֭הֹוָה לַעֲשׂ֥וֹת עִמָּ֗נוּ הָיִ֥ינוּ שְׂמֵחִֽים׃                                    | El Señor ha hecho grandes cosas por nosotros, y estamos alegres.                                                                                         | ἐμεγάλυνε Κύριος τοῦ ποιῆσαι μεθ᾿ ἡμῶν, ἐγενήθημεν εὐφραινόμενοι.                                                                      |
| 4 | שׁוּבָ֣ה יְ֭הֹוָה אֶת־[שְׁבִיתֵ֑נוּ] (שבותנו) כַּאֲפִיקִ֥ים בַּנֶּֽגֶב׃                          | Devuelve nuestra cautividad, oh Señor, como los arroyos del sur.                                                                                         | ἐπίστρεψον, Κύριε, τὴν αἰχμαλωσίαν ἡμῶν ὡς χειμάρρους ἐν τῷ νότῳ.                                                                      |
| 5 | הַזֹּרְעִ֥ים בְּדִמְעָ֗ה בְּרִנָּ֥ה יִקְצֹֽרוּ׃                                              | Los que siembran con lágrimas cosechan con alegría. | οἱ σπείροντες ἐν δάκρυσιν ἐν ἀγαλλιάσει θεριοῦσι.                                                                                      |
| 6 | הָ֘ל֤וֹךְ יֵלֵ֨ךְ ׀ וּבָכֹה֮ נֹשֵׂ֢א מֶשֶׁךְ־הַ֫זָּ֥רַע בֹּא־יָבֹ֥א בְרִנָּ֑ה נֹ֝שֵׂ֗א אֲלֻמֹּתָֽיו׃                  | El que sale llorando, llevando la preciosa semilla, sin duda volverá con alegría, trayendo consigo sus gavillas.                                         | πορευόμενοι ἐπορεύοντο καὶ ἔκλαιον βάλλοντες τὰ σπέρματα αὐτῶν· ἐρχόμενοι δὲ ἥξουσιν ἐν ἀγαλλιάσει αἴροντες τὰ δράγματα αὐτῶν.         |

### Versión Reina-Valera
1. Cuando el Señor volvió a traer la cautividad de Sion, éramos como los que sueñan.
2. Entonces nuestra boca se llenó de risa y nuestra lengua de canto: entonces dijeron entre los paganos: El Señor ha hecho grandes cosas por ellos.
3. El Señor ha hecho grandes cosas por nosotros; de lo cual nos alegramos.
4. Vuelve nuestra cautividad, oh Señor, como los arroyos en el sur.
5. Los que siembran con lágrimas cosechan con alegría.
6. El que va llorando y lleva la preciosa semilla, sin duda volverá con regocijo trayendo sus gavillas.

## Comentarios

### De la Iglesia católica

#### A todo el salmo
El cuidado constante del Señor, cantado en el Salmo anterior (cf. Sal 125,2), se hace visible ahora en un hecho concreto y decisivo: el regreso de los cautivos a la tierra prometida. Este es el motivo central del Salmo 126, que con razón forma parte de los «cánticos de las subidas». El peregrino que llega a Jerusalén revive, en su propia experiencia, la inmensa alegría de aquellos que volvieron del exilio en Babilonia. El salmo se abre con una descripción vívida del gozo por la liberación: una alegría tan intensa que parece un sueño (vv. 1-3). Es una obra del Señor que suscita asombro incluso entre los pueblos vecinos. Luego, en la segunda parte (vv. 4-6), se eleva una súplica para que Dios continúe actuando: que complete la restauración y haga partícipes de esa alegría a todos los que aún están dispersos o sufren. Las imágenes del agua en los cauces secos del desierto y del sembrador que recoge con júbilo lo que sembró con lágrimas refuerzan esta esperanza. Este canto de liberación y alegría encuentra eco en el cántico de María tras la Anunciación: «Porque ha hecho en mí cosas grandes el Todopoderoso, cuyo nombre es Santo» (Lc 1,49). Las maravillas obradas por Dios en la Encarnación y la Resurrección de Cristo traen a toda la humanidad una alegría nueva, profunda, que puede expresarse con las mismas palabras de este salmo (cf. Mt 2,10; Lc 1,44; 24,41). La historia de salvación continúa, y el gozo del retorno se transforma en el gozo del encuentro definitivo con el Redentor.

#### A los versículos 1-3
La expresión «El Señor hizo volver a los cautivos» (v. 1), puede traducirse también, con un leve ajuste vocal en el hebreo, como «cambió nuestra suerte», una fórmula más habitual en la Escritura para referirse a la restauración divina (cf. Dt 30,3; Jr 29,14). En ambos casos, el énfasis recae en la intervención sorprendente de Dios: se trata de una acción tan inesperada que quienes la experimentaron la describen como un sueño hecho realidad. La alegría es tan intensa que se desborda en risa y cantos, y hasta las naciones vecinas reconocen la grandeza de lo sucedido. El salmo celebra así una de las grandes gestas de Dios en la historia de su pueblo —magnalia Dei—, que revelan su fidelidad, su poder y su amor misericordioso.

#### A los versículos 4-6
La petición «Haz volver a nuestros cautivos, Señor» (v. 4) también puede entenderse, según otra posible vocalización del término hebreo, como «Cambia nuestra suerte», una expresión frecuente en la Biblia para describir un giro radical provocado por la acción de Dios. El salmista apoya esta súplica en dos imágenes llenas de fuerza: los torrentes del Négueb —cauces secos durante la mayor parte del año, que con la llegada de las lluvias se transforman en cursos de agua vivos, rodeados de vegetación—, y la del sembrador que llora mientras lanza la semilla, pero canta de alegría cuando recoge los frutos. Esta última imagen parece provenir de un proverbio popular y expresa el paso del dolor a la esperanza, del esfuerzo al gozo. Ambas comparaciones subrayan la fe en un Dios capaz de transformar incluso las situaciones más estériles o dolorosas en fuente de vida y alegría.

La molestia de los sufrimientos causa lágrimas santas. Pero el tiempo de llorar es también el tiempo de sembrar, ya que las obras de caridad que se hacen para sobrellevar las miserias de los hombres producen la mies de los gozos eternos.

## Usos

### Judaísmo
Los asquenazíes suelen recitar el Salmo 126 antes del Birkat Hamazón (bendición después de las comidas) en el Shabat, el Rosh Jodesh y las fiestas judías. Algunos lo dicen en otros días en los que no se dice el Tajanún. Mientras que en los días laborables normales, el Salmo 137 se recita tradicionalmente antes del Birkat Hamazón, el tema de ese salmo sobre el asedio de Jerusalén (70 d. C.) y la destrucción del Templo se considera inapropiado para ocasiones alegres y festivas. Por esta razón, el Salmo 126 se recita antes del Birkat Hamazón en el Shabat y en las fiestas judías, así como en otras comidas de celebración, como las de una boda judía, Brit Milá y pidyon haben.
En estos momentos, se suele cantar el Salmo 126 completo. El salmo se presta a una amplia variedad de melodías debido a su estructura simple y repetitiva, y, como tal, tiene muchas versiones musicales popularizadas por grupos de sinagogas, organizaciones juveniles, campamentos de verano y otros. Las melodías se han tomado de otros poemas litúrgicos, como El Adon. Los judíos de habla alemana tienen la tradición de adaptar las melodías litúrgicas de los servicios de la sinagoga de cada festividad al canto del Salmo 126 en la mesa. Mientras que quince salmos comienzan con la superíndice masorética «Shir Hama'alot» (Canto de los peregrinos), el Salmo 126 se llama epónimamente «Shir Hama'alot» debido a su uso frecuente.
El Salmo 126 es uno de los quince Cánticos de Ascensión recitados en algunas comunidades después de la Shabat oración de la tarde en el período entre Sucot y Shabat HaGadol (el Shabat anterior a Pésaj).
El versículo 4 forma parte de Selijot.

### Iglesia católica
Según la Regla de San Benito de 530, este salmo se asignó al Oficio de Nona de martes a sábado, y después del salmo 127 y el salmo 128.
Actualmente, en la Liturgia de las Horas, el Salmo 126 se recita o canta en vísperas el miércoles de la tercera semana del ciclo litúrgico semanal de cuatro semanas. En la liturgia de la misa, se lee el trigésimo domingo del tiempo ordinario del año B6, el segundo domingo de Adviento y el quinto domingo de Cuaresma de ese año. Para facilitar la comprensión se le asigna a cada salmo un título en rojo (rúbrica) que no forma parte del salmo.
El título del Salmo 126 es Dios, alegría y esperanza nuestra.

### Iglesia ortodoxa copta
En el Agpeya, el libro de horas de la Iglesia copta, este salmo se reza en el oficio de Vísperas y la segunda vigilia de la Oficio de medianoche.

### Pentecostés
Este salmo es un salmo de alabanza. Se utiliza en momentos de alabanza y para recordar a la comunidad pentecostal que la redención está llegando y cuando llegue, puede que no lo crean: ¡éramos como aquellos que sueñan!

### Uso secular
En consonancia con su tema de redención, los sionistas religiosos propusieron que el Salmo 126 fuera el himno nacional del Estado de Israel. Junto con al menos otras once propuestas, fue finalmente descartada en favor de «Hatikvah», que fue ratificada como himno nacional oficial en 2004.
El primer ministro israelí Menachem Begin recitó el Salmo 126 en el jardín de la Casa Blanca cuando firmó el segundo de los Acuerdos de Camp David con el presidente egipcio Anwar Sadat el 26 de marzo de 1979.

## Arreglos musicales

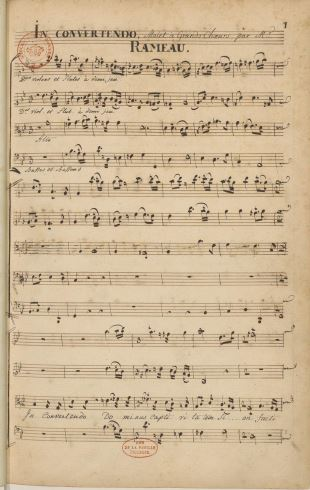
Portada del manuscrito de In convertendo de Rameau (versión de 1751)

El salmo completo fue arreglado en latín como motete para coro a capela por compositores como George de La Hèle, Lorenzo Perosi, Jean-Noël Marchand, Dmitri Bortnyansky (1777). Marc-Antoine Charpentier compuso en 1670 un «In convertendo Dominus», H.169, para solistas, doble coro, cuerdas y continuo. También Sébastien de Brossard, Michel-Richard de Lalande, Patrick Douglas. Gordon Munro, http://www.musicascotica.org.uk/patrickdouglas.shtml «Patrick Douglas: In convertendo]», en Musica Scotica, consultado el 5 de octubre de 2018. Jean-Philippe Rameau compuso In convertendo Dominus hacia 1710, para coro y orquesta. Jules Van Nuffel escribió una adaptación para coro mixto y órgano como su Op. 32 en 1926. Giovanni Bernardino Nanino adaptó versículos alternativos para coro a capela.
Heinrich Schütz compuso una paráfrasis métrica en alemán del salmo, «Wenn Gott einmal erlösen wird», SWV 231, para el Salterio de Becker, publicado por primera vez en 1628. Otros arreglos en alemán fueron realizados por Johann Hermann Schein y Heinrich Hartmann. Los versículos 5 y 6 fueron puestos por Johannes Brahms dentro del primer movimiento de Ein deutsches Requiem, para coro y orquesta. Friedrich Kiel puso los versículos 5 y 6 como n.º 5 de sus Seis motetes, op. 82, publicados en 1883. 
Johann Sebastian Bach utilizó el segundo versículo en alemán como texto para el movimiento de apertura de su cantata de Navidad Unser Mund sei voll Lachens, BWV 110 (1725).
Compositores como William Byrd y Charles Villiers Stanford han puesto en música versículos del salmo en inglés. Jules van Nuffel puso en música el salmo completo en latín, In convertendo Dominus, en 1926.
En 1998, Philip Glass compuso una adaptación en la que el coro canta sílabas sin sentido y un narrador recita el texto en inglés.
El salmo también se canta con melodías seculares como Waltzing Matilda, The Longest Time, It's a Small World, La Novena de Beethoven, y canciones de fútbol americano universitario, entre muchas otras.
Los Sons of Korah incluyeron una adaptación del Salmo 126 en su álbum del año 2000, Redemption Songs.
El salmo inspiró el himno Bringing in the Sheaves, cuya letra fue escrita en 1874 por Knowles Shaw, y que ahora suele estar puesta con una melodía de George Minor, escrita en 1880.